# Livin' on a Prayer
"Livin' on a Prayer" é uma canção da banda de hard rock americana Bon Jovi composta por Jon Bon Jovi, Richie Sambora e Desmond Child, tendo sido o segundo single do álbum Slippery When Wet, lançado em 1986.
A introdução da canção é feita com a técnica da guitarra falada, original do guitarrista Peter Frampton.
A música ficou na 1ª posição das "100 Melhores Músicas dos anos 80" na lista feita pelo canal de clipes VH1.
A música também foi tema do último episódio da série de televisão Everybody Hates Chris.

## Letra
Bon Jovi relata que a letra "trata da maneira que dois jovens – Tommy e Gina – encaram os problemas da vida e como seu amor e seus planos os guiam durante os tempos difíceis". Bon Jovi disse que escreveu a canção durante a era Reagan e que a economia do gotejamento era inspiradora para escrever canções desse tipo. Os personagens Tommy e Gina são citados também na canção It's My Life.
É comum o engano de que a canção tenha um viés religioso por conta de traduções literais errôneas. Contudo, "to live on a prayer" apenas sugere a ideia de levar uma vida na esperança de dias melhores, sem ter necessariamente uma conotação religiosa. É possivel que expressão "on a prayer" seja uma versão encurtada de "on a wing and a prayer", que significa sem muito preparo e chance de sucesso.  Em 2007, Jon Bon Jovi confirmou o caráter não religioso da canção em uma entrevista à revista Time dizendo "eu acho que procuro mais força na fé do que em uma religião organizada. Livin' On a Prayer é mais do que certamente não-denominacional".

## Desempenho nas paradas musicais
| 1986 | 1 | 1 | 3 | 4 | 30 |